# Longuita (distrito)
Longuita é um distrito peruano localizado na Província de Luya, departamento Amazonas. Sua capital é a cidade de Longuita.

## Transporte
O distrito de Longuita é servido pela seguinte rodovia:
- AM-110, que liga o distrito de Tingo à cidade de Chachapoyas[2][3][4]